# Juicy Beats
Juicy Beats ist ein Musikfestival, das seit 1996 jährlich im Dortmunder Westfalenpark stattfindet.

## Geschichte
Der Ursprung des Festivals liegt in einer sommerlichen Open-Air-Ausgabe des „Club Trinidad“, die 1996 als „Juicy Fruits“ mit 2.000 Gästen unter dem Sonnensegel im Dortmunder Westfalenpark stattfand. Der „Club Trinidad“ im Dortmunder Freizeitzentrum West (FZW) zählte damals zu den bundesweit wichtigsten Clubs des Musikgenres House, und das erfolgreiche Open-Air-Debüt wurde von da an jährlich mit einem immer größeren Programmangebot und steigendem Publikumszuspruch fortgesetzt.
Nach mehr als zehn Jahren, in denen das Festival angelehnt an die Organisationsstruktur des FZW veranstaltet wurde, ergab sich aufgrund des zunehmenden Wachstums des Events auch die Notwendigkeit, Juicy Beats auf eigene Beine zu stellen. So wird das Festival seit 2007 von der Popmodern GmbH in Kooperation mit dem Verein für urbane Popkultur (UPop e. V.) und dem Jugendamt der Stadt Dortmund veranstaltet.
Im Jahr 2015 sollte das Festival zum ersten Mal zweitägig von Freitag bis Samstag stattfinden. Wegen drohender Unwetter wurde der Festivalsamstag jedoch am Samstagmorgen abgesagt.
2016 konnte das Festival wie geplant an zwei Tagen stattfinden und verzeichnete trotz der Absage im Vorjahr mit 50.000 Gästen einen Besucherrekord.

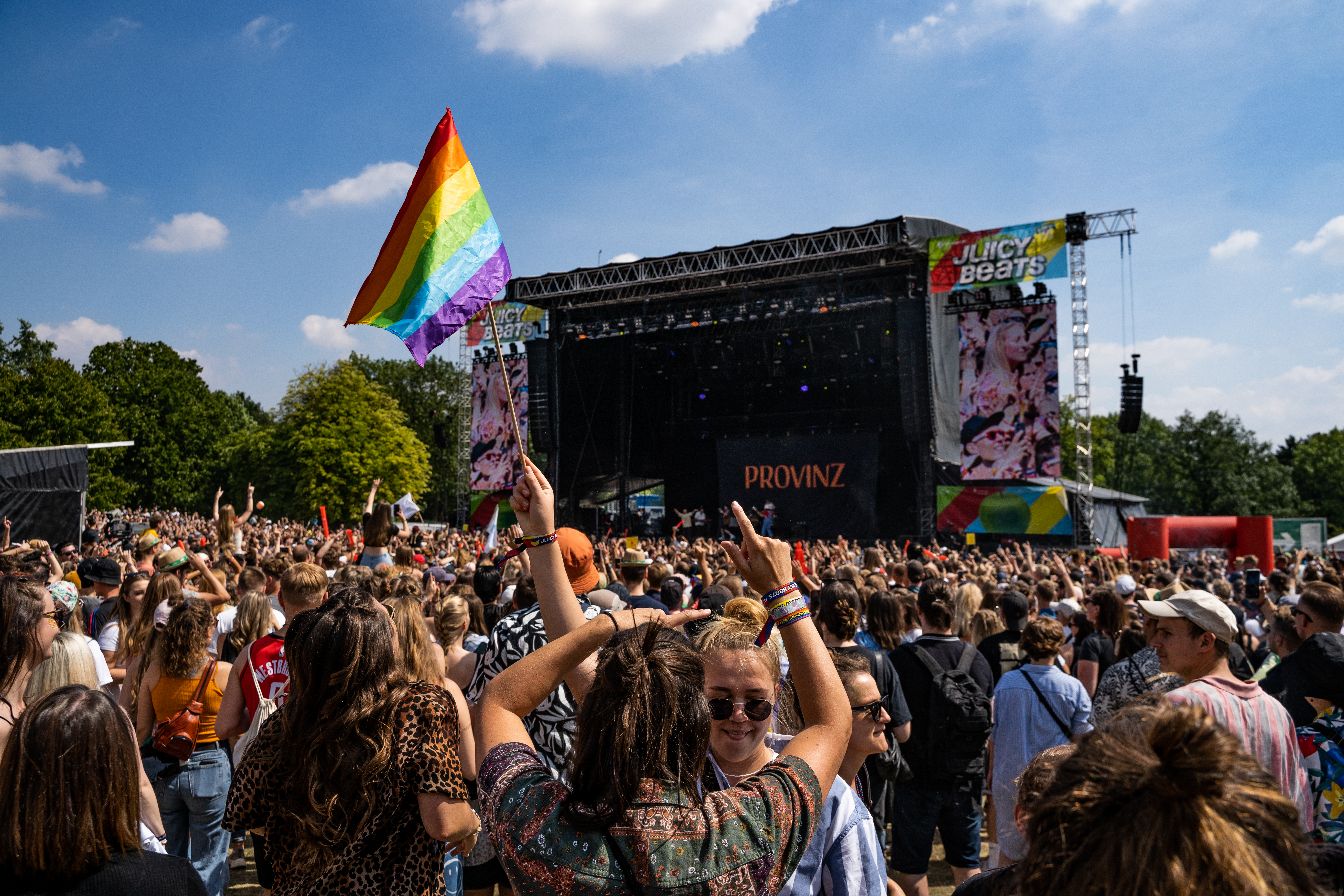
Provinz 2022
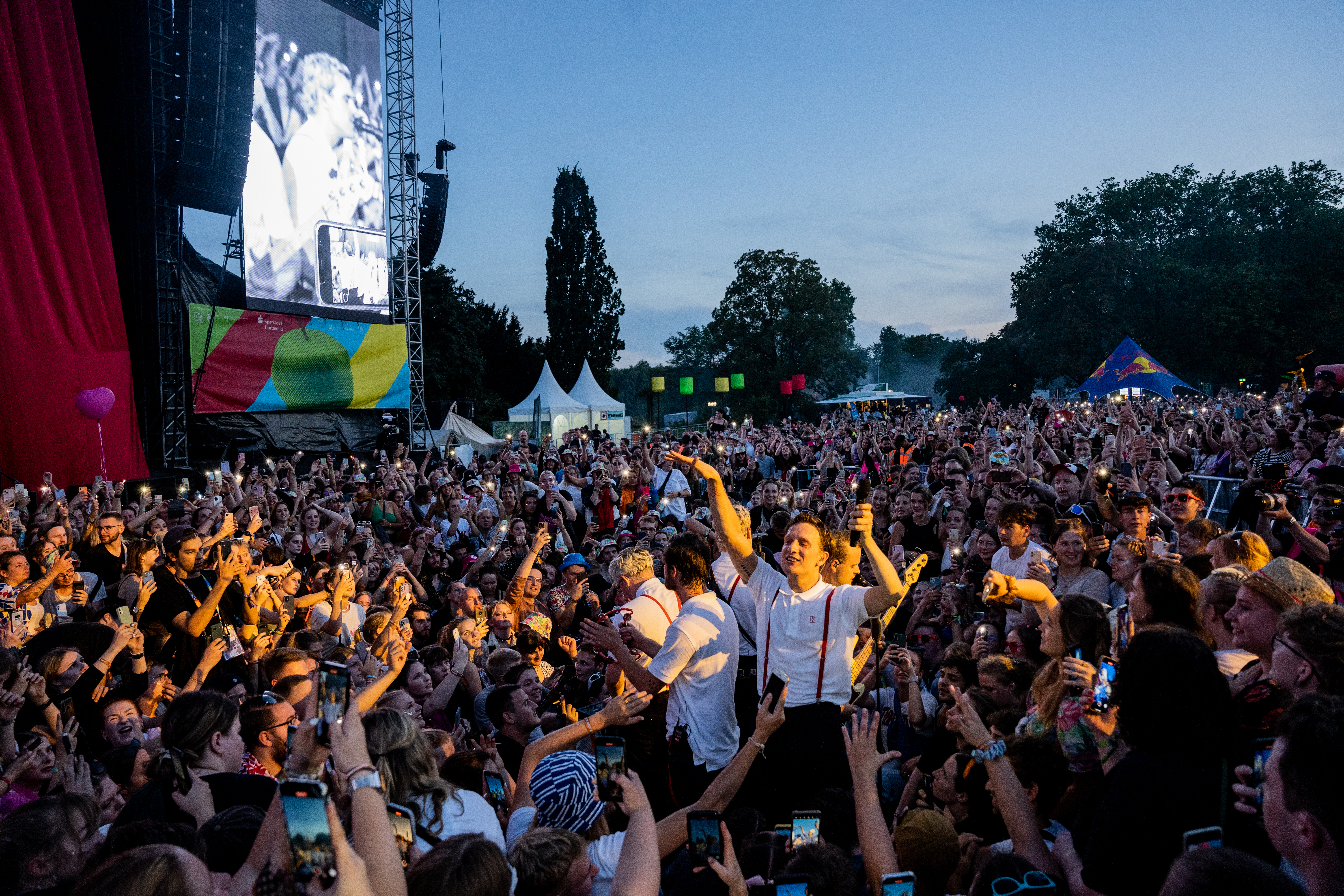
Kraftklub 2023
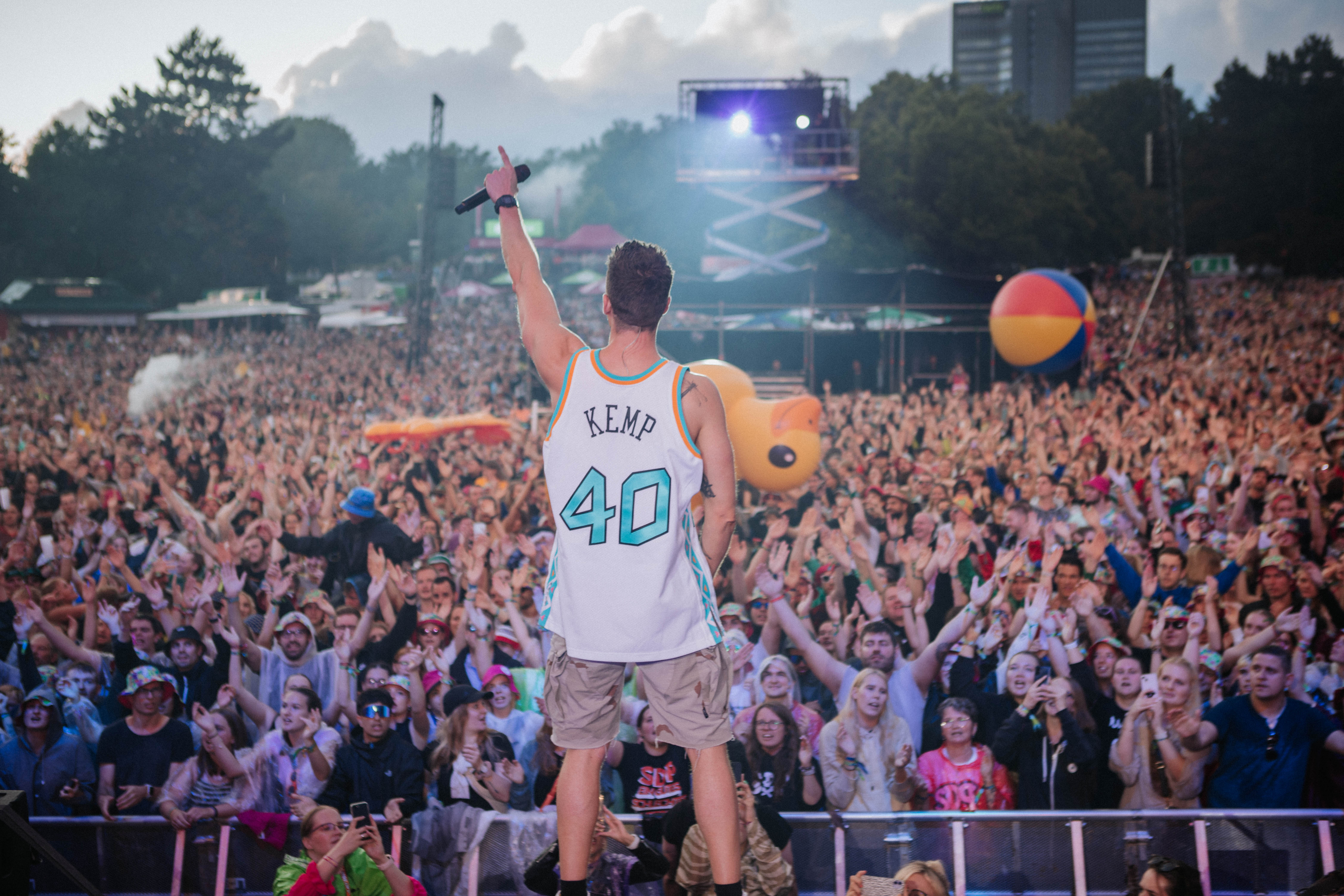
SDP 2023

## Durchführung

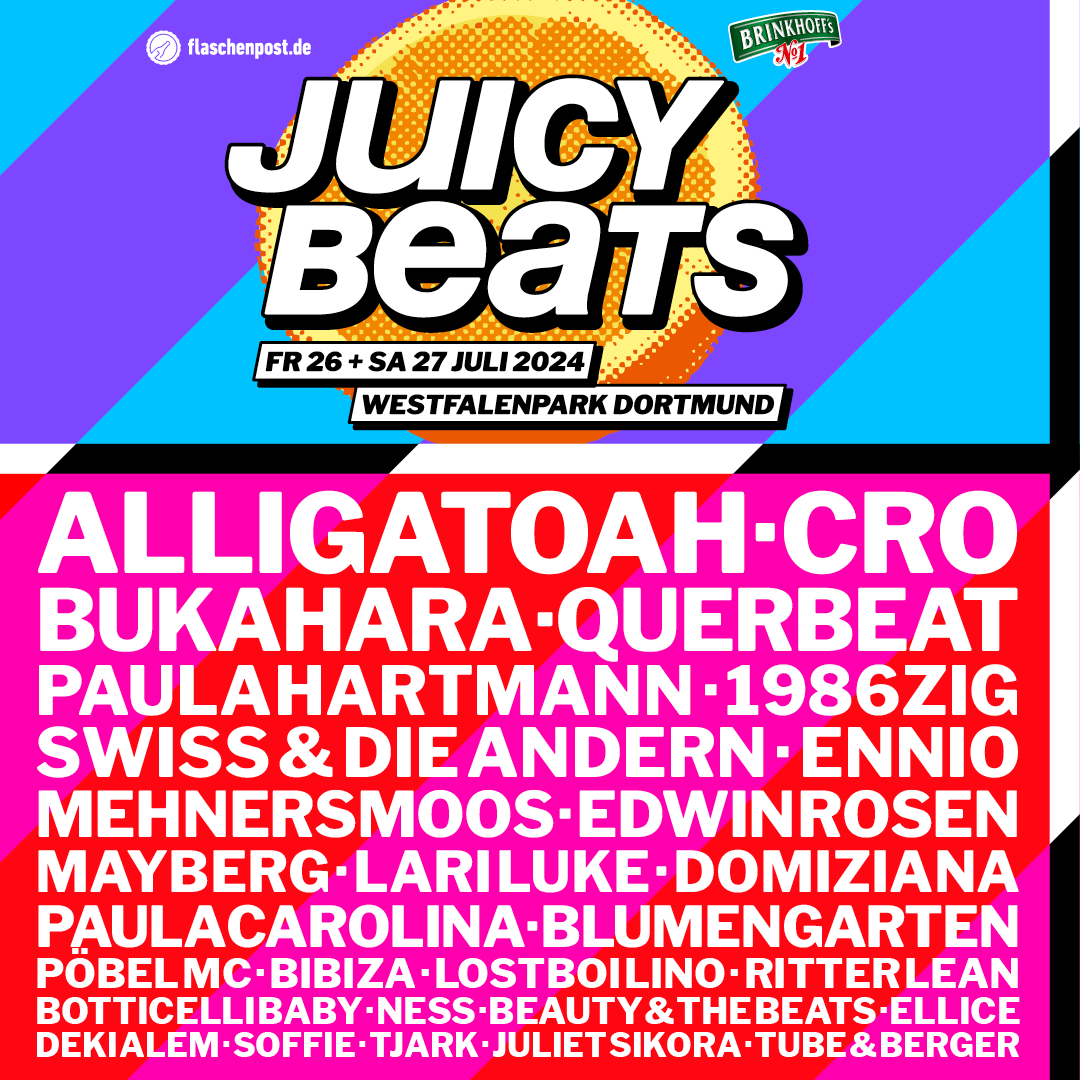
Line-up 2024

Während des Festivals ist der Westfalenpark in mehrere sogenannte Stages und Dancefloors unterteilt, die jeweils den Namen einer Frucht tragen und auf Wegweisern durch entsprechende Piktogramme gekennzeichnet sind. Das Festival findet (Stand 2019) auf insgesamt sechs Bühnen und etwa 14 bis 20 Floors statt, wobei neben den gastronomischen Einrichtungen des Westfalenparks auch gerne auf außergewöhnliche Locations wie die Seebühne oder die Volleyballfelder zurückgegriffen wird. Der Stilmix reicht von Electro, Indie/Alternative, Hip-Hop, House, Techno und Reggae bis hin zu Worldbeat.
Das Juicy Beats Festival arbeitet an vielen Stellen mit ehrenamtlichen Helfern. Das seit 2007 existierende Volunteer-Programm ist in den letzten Jahren auf bis zu 300 teilnehmende Volunteers gewachsen (Stand 2023).
Seit 2015 bietet der Veranstalter zudem einen Campingplatz für etwa 3.000 Personen südlich des Festivalgeländes an.
| Jahr | Band |
| ---- | --- |
| 2009 | Deichkind, Alter Ego, Jazzanova, Coco Rosie, Bonaparte (Band), Die Goldenen Zitronen, Frittenbude, Bodi Bill |
| 2010 | 2 Many DJs, Tocotronic, Zoot Woman, Nouvelle Vague, Die Sterne, Frittenbude, Mono & Nikitaman, LaBrassBanda, Turbostaat, Egotronic, The Black Seeds |
| 2011 | Beth Ditto, Boys Noize, The Notwist, Gisbert zu Knyphausen, K.I.Z, Bonaparte (Band), Ce’Cile, Shapeshifter |
| 2012 | Casper, Modeselektor, Irie Révoltés, Shantel, DJ Koze, Get Well Soon, Kakkmaddafakka, Prinz Pi, Nosliw |
| 2013 | Marteria, Fritz Kalkbrenner, 257ers, The Notwist, Left Boy, Friska Viljor, Moop Mama, Kid Simius, Larse, Hans Nieswandt, MC Fitti, Tube & Berger, Me and My Drummer und weitere                                                                                   |
| 2014 | Boys Noize, Alligatoah, Milky Chance, Calexico, FM Belfast, Weekend, Frittenbude, Erobique, Alle Farben, Claptone, Hundreds, Kid Simius und weitere |
| 2015 | Fettes Brot, (Trailerpark), Alle Farben, SDP, (257ers), (Fritz Kalkbrenner), (LaBrassBanda), (Mighty Oaks), (Erlend Øye), (Chakuza), (Olson) und weitere - Bands in Klammern sollten am abgesagten Festivalsamstag auftreten.                                     |
| 2016 | 257ers, Deichkind, Fritz Kalkbrenner, AnnenMayKantereit, Wanda, Genetikk, Irie Revoltes, Feine Sahne Fischfilet, MoTrip, Tube & Berger, Dear Reader, Grossstadtgeflüster, Antilopen Gang, Me and My Drummer, Dame, Ferris Hilton und weitere                      |
| 2017 | Cro, Trailerpark, Bilderbuch, SDP, Bonez MC & RAF Camora, Alle Farben, SSIO, OK Kid, SXTN, Dat Adam, Tube & Berger, Giant Rooks und weitere |
| 2018 | Kraftklub, 257ers, Kontra K, Editors, RIN, SXTN, Von Wegen Lisbeth, Dub FX, Bukahara, Trettmann, Yung Hurn (kurzfristig abgesagt), Grossstadtgeflüster, Larissa Rieß und weitere                                                                                  |
| 2019 | AnnenMayKantereit, SDP, Bausa, Trettmann, Dendemann, Claptone, Ufo361, Drunken Masters, Giant Rooks, Querbeat, Moop Mama, Antilopen Gang, Verbales Style Kollektiv, OK Kid, Larissa Rieß, Leoniden, Kid Simius, Visa Vie, Peter Jürgens aka Peter Gun und weitere |
| 2020 | abgesagt (geplantes Lineup: Alligatoah, Felix Kummer, Faber, Apache 207, 102 Boyz, Larissa Rieß, Drunken Masters, Miwata, Team Rhythmusgymnastik, Blond, Joey Bargeld, Mavi Phoenix, Tube & Berger und weitere)                                                   |
| 2021 | abgesagt |
| 2022 | K.I.Z, Kontra K, RIN, Lari Luke, Drunken Masters, Faber, Jeremias, 102 Boyz, Juju, Fatoni, Querbeat, Provinz, Schmyt und weitere |
| 2023 | Kraftklub, SDP, Provinz, Nina Chuba, Badmómzjay, Meute, Boomtown Shakedown, Blumengarten und weitere |
| 2024 | Alligatoah, Cro, Bukahara, Querbeat, 1986zig, Paula Hartmann, Mehnersmoos, Swiss & die Andern, Edwin Rosen, Mayberg, Lari Luke und weitere |

## Logos
In jedem Jahr wechselt das Juicy Beats Festival – passend zum Festivaltitel – die Frucht im Logo hinter der gleichbleibenden Wortmarke. 

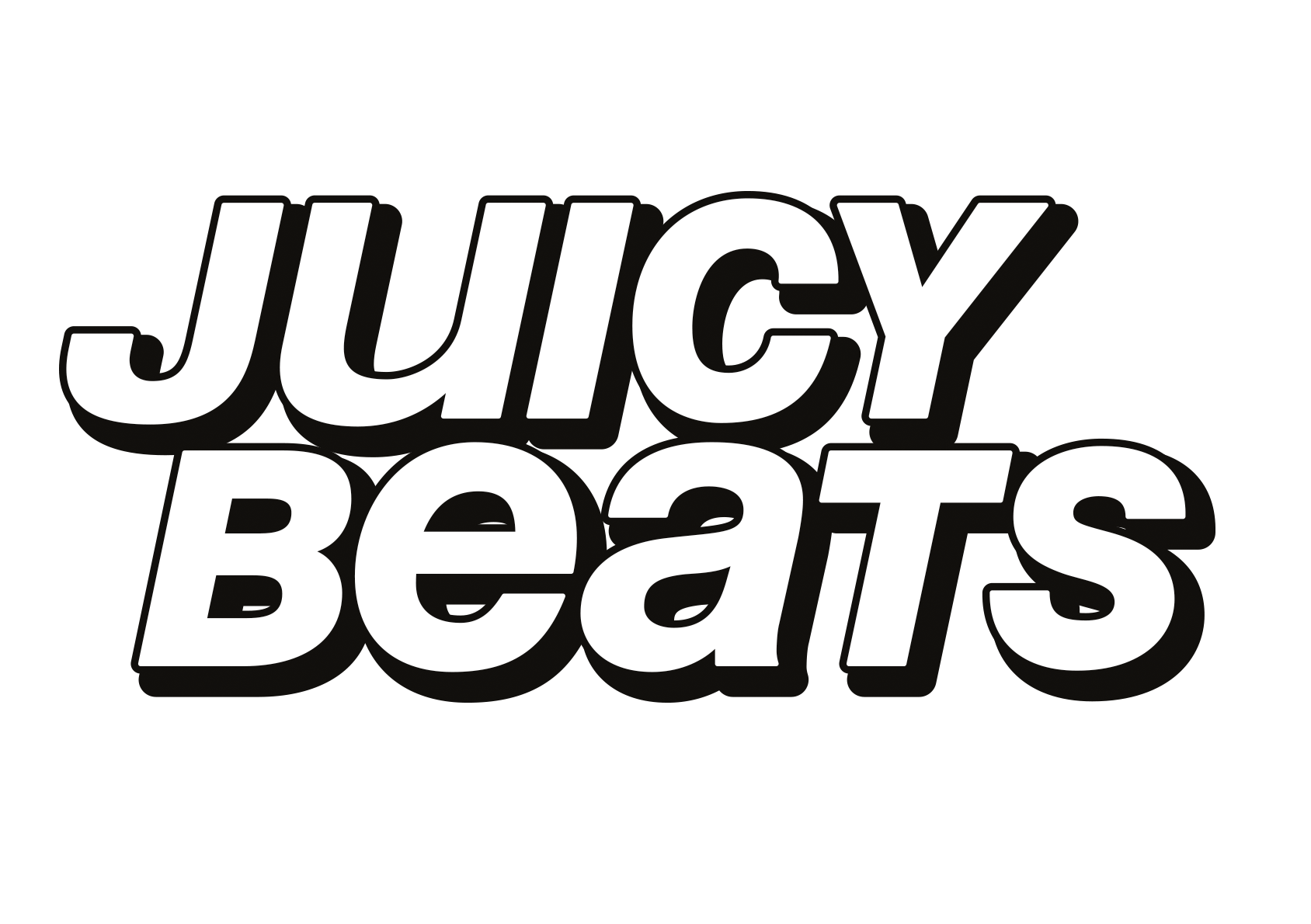
Juicy-Beats-Logo (ohne Jahresbezug)
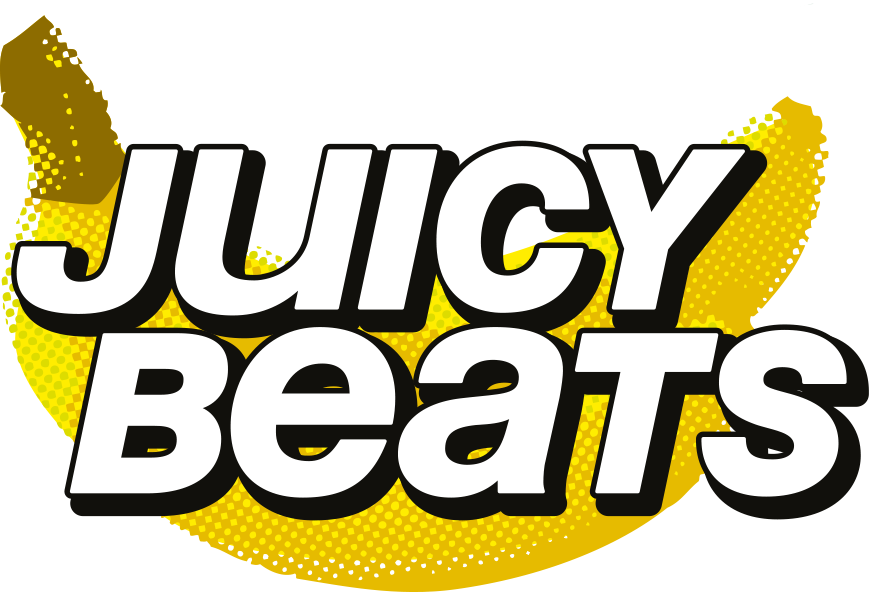
Juicy-Beats-Logo 2022: Banane
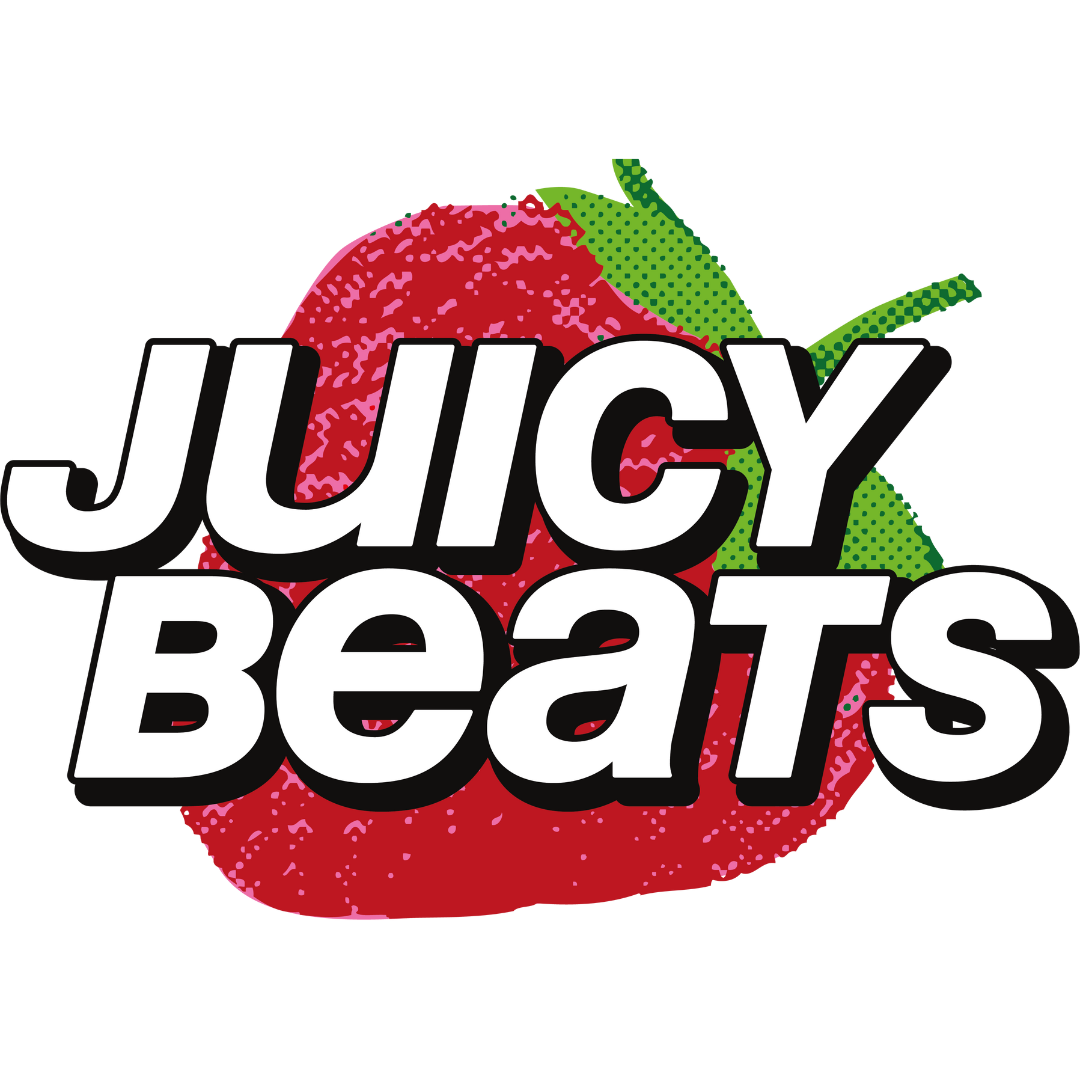
Juicy-Beats-Logo 2023: Erdbeere
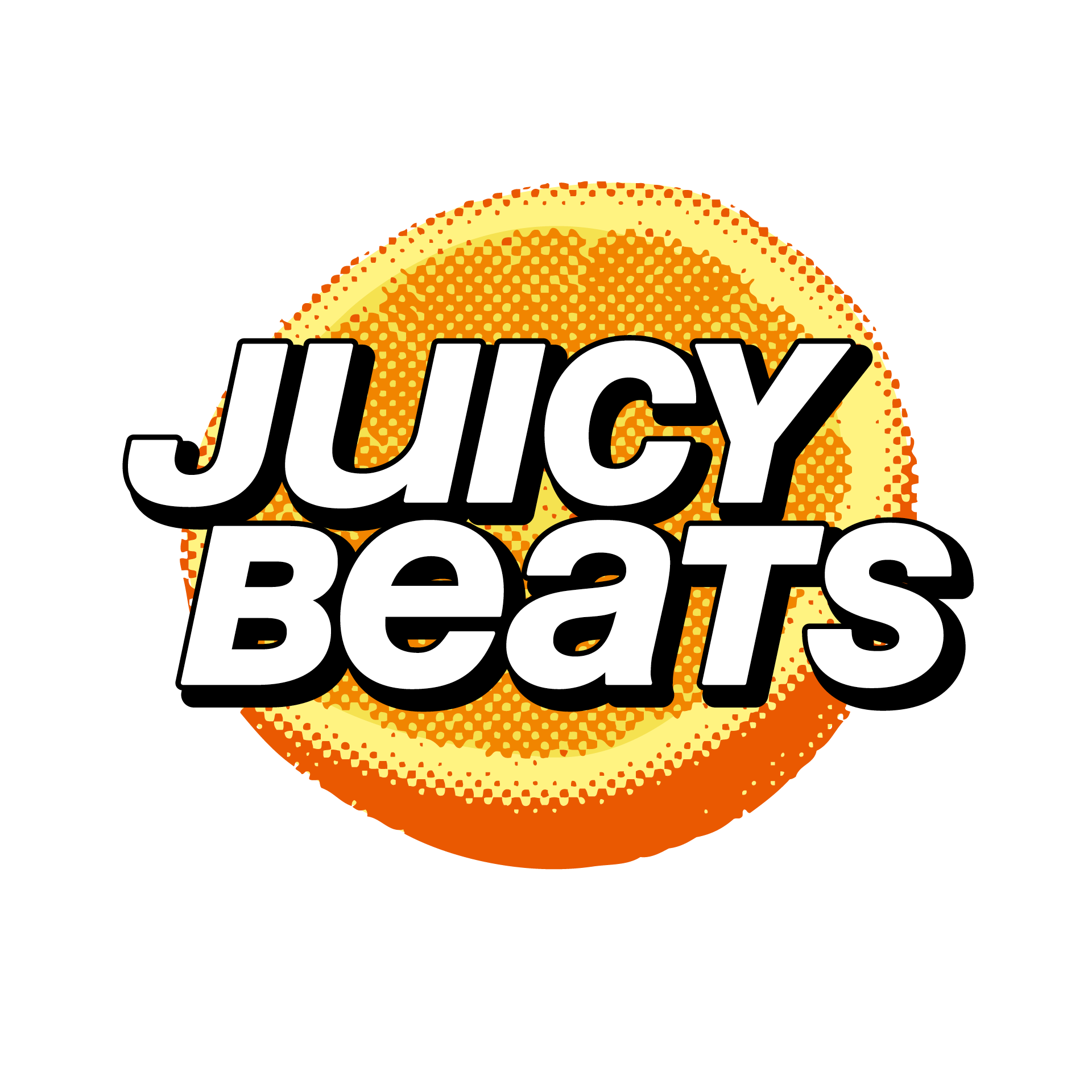
Juicy-Beats-Logo 2024: Orange